# Jef Lettens
Jef Lettens, né le 12 août 1990 à Hasselt, est un handballeur international belge. Il évolue au poste de gardien de but au Fenix Toulouse Handball.

## Carrière
Après avoir évolué au Initia HC Hasselt, Jef Lettens signe en avril 2015 pour le club français de l'USM Saran qui évolue alors en Nationale 1 mais à l'issue de la saison, le club accède à la Pro D2. Pour sa première saison à ce niveau, Lettens et Saran remportent le Championnat de France de Pro D2 2015-2016. Mais c'est avec le Cesson Rennes Métropole Handball, où Lettens a signé en mars 2016, que Lettens découvre la StarLigue, nouveau nom de la Division 1.
En mars 2018, il signe un contrat de deux ans au HBC Nantes à compter de la saison 2019-2020 pour être la doublure de Cyril Dumoulin,. Finalement, le club nantais recrute l'espoir danois Emil Nielsen alors que Cesson a déjà recruté son remplacement : Lettens s'engage alors pour deux saisons au Fenix Toulouse Handball.

## Palmarès
- Vainqueur du Championnat de Belgique (2) : 2010/2011, 2012/2013
- Vainqueur de la Coupe de Belgique (2) : 2010, 2011
- Vainqueur du Championnat de France de Pro D2 (1) : 2016